# Da Good da Bad & da Ugly
Da Good da Bad & da Ugly è il sesto album del gruppo hip hop statunitense Geto Boys, pubblicato nel 1998. Con l'uscita anche di Bushwick Bill, il trio diviene un duo formato esclusivamente da Scarface e Willie D. Il tentativo di reclutare DMG per sopperire al terzo componente non ha molto successo.
Dopo l'uscita del disco, i singoli artisti si dividono e intraprendono carriere soliste.
| Recensione | Giudizio |
| ---------- | -------- |
| AllMusic   | [ 1 ]    |

## Tracce
1. Intro – 0:42
2. Dawn 2 Dusk (feat. Caine, DMG & Yukmouth) – 4:37
3. Livin' 4 The Moment (feat. DMG) – 4:00
4. Niggas Ain't Doin' – 1:18
5. Eye 4 An Eye – 5:00
6. B's & H's (feat. Tela) – 4:29
7. Why U Playin' (feat. Doracell) – 4:43
8. Like Some H's (feat. Devin the Dude) – 4:29
9. I Don't Fuck With You (feat. DMG, Gotti & Outlawz) – 4:46
10. Do Yo Time (feat. Ghetto Twiinz) – 4:24
11. Free – 4:27
12. Thugg Niggaz (feat. DMG & Doracell) – 5:34
13. They B's – 3:56
14. Big Faces (feat. Gorilla Click & Yukmouth) – 4:34
15. Gangsta (Put Me Down) (feat. Beyoncé & LaTavia Roberson non accreditate) – 4:20
16. Street Game – 3:44
17. Retaliation (feat. 007, K.B. & Madd Dogg) – 3:34
18. Gun In My Mouth (feat. Outlawz) – 4:19

## Classifiche

### Classifiche settimanali
| Classifica (1998)         | Posizione massima |
| ------------------------- | ----------------- |
| Stati Uniti               | 26                |
| US Top R&B/Hip-Hop Albums | 5                 |